# Фудбалски савез Бахреина
Фудбалски савез Бахреина (Bahrain Football Association (БФА) је највиша фудбалска организација Бахреина која се стара о организацији и развоју фудбалског спорта и о репрезентацијама Бахреина.
Савез је основан 1957, и има 25 регистрованих фудбалских клубова. (2006) Члан ФИФА је од 1968, а чланом АФК постаје 1969.
Првенство се организује од 1957. Први победник је био клуб Мухарак, који је до данас освојио 31 титулу првака. Такмичење у купу се игра од 1952, највише титула је опет освојио Мухарак 27.
Прва међународна утакмица одиграна је 2. априла 1966. у Багдаду против Кувајта (4:4).
Боја дресова је бела и црвена.
Национални стадион је Иса у Манами, који може да прими 16.000 гледалаца.